# أينغي كند (بوكان)
قرية أينغي كند (بالكردية: ئینگیکەند) هي إحدى القرى التابعة لـفيض الله بغي في ريف قسم مركزي من مقاطعة بوكان، في محافظة أذربیجان الغربیة الإيرانية.

## السكان
حسب إحصاءات سنة 2006، بلغ إجمالي السكان في أينغي كند 563 نسمة وعدد المساكن 100 مسكن. لغة سكان أينغي كند هي اللغة الكردية و هم من أهل السنة والجماعة والمذهب الشافعي.